# Íñigo López Montaña
Íñigo López Montaña (Logroño, 23 luglio 1982) è un ex calciatore spagnolo, di ruolo difensore.
È il fratello di Jorge, anch'egli calciatore.

## Carriera
Cresciuto nelle giovanili del Las Rozas, inizia la carriera professionista tra le file dell'Atlético Madrid B in Segunda División B, la terza serie del calcio spagnolo. Nel 2006 passa al San Sebastián de los Reyes e nel 2007 all'Alcorcón, con cui conquista la promozione in Segunda División. Gioca inoltre da titolare nella storica vittoria per 4-0 contro il Real Madrid in Coppa del Re, il 27 ottobre 2009.
Nell'estate del 2010 viene acquistato dal Granada con cui conquista una promozione in Primera División, approdando quindi in massima serie all'età di 29 anni.